# 1835年11月20日日食
1835年11月20日日食为一次在协调世界时1835年11月20日出現的日全食。該次日食食分為1.0510，食甚維持4分35秒。

## 概述
這次日食的食分是1.0510，全食維持4分35秒。

## 基本參數
- 類型：日全食
- 食甚資料：
  - 日期：1835年11月20日
  - 時間：10時31分58秒
  - 地點：11S 22E
  - 食分：1.0510
  - 日全食持續時間：4分35秒

## 外部連結
- NASA日食專頁（页面存档备份，存于）（英文）